# Смирнов, Димитрий Николаевич
Дими́трий Никола́евич Смирно́в (7 марта 1951, Москва — 21 октября 2020, там же) — священнослужитель Русской православной церкви, митрофорный протоиерей, церковный и общественный деятель. С 1990 по 2020 год — настоятель храма святителя Митрофана Воронежского на Хуторской, храма Благовещения Пресвятой Богородицы в Петровском парке (за алтарём которого и похоронен) и ещё шести церквей в Москве и Московской области.
Председатель Синодального отдела Московского патриархата по взаимодействию с Вооружёнными силами и правоохранительными учреждениями (2001—2013), председатель (2011—2020) и почётный председатель (до 21 октября 2020 года) Патриаршей комиссии по вопросам семьи, защиты материнства и детства. Декан факультета православной культуры Военной академии Ракетных войск стратегического назначения имени Петра Великого, сопредседатель церковно-общественного совета по биомедицинской этике Московской патриархии, председатель комиссии Московской патриархии по реализации предметов религиозного содержания в Московском метрополитене, член редакционного совета «Журнала Московской патриархии». Основатель и лидер проекта «Отдельный дивизион».
С начала 1990-х годов активно выступал в СМИ по различным вопросам. Известен целым рядом высказываний, вызвавших общественный резонанс.

## Биография
Родился в Москве 7 марта 1951 года. Его дед по отцу Николай Васильевич Смирнов был красноармейцем и впоследствии одним из крупнейших советских математиков, а отец (выпускник МДА) и прадед — священниками. Младший брат — известный этно-фьюжн гитарист Иван Смирнов. В 1968 году окончил физико-математическую школу № 42. Окончил художественно-графический факультет Московского государственного заочного педагогического института. Диплом защищал по скульптуре.

### Служение в Русской православной церкви
В августе 1978 года поступил в Московскую духовную семинарию, располагавшуюся в Загорске (ныне Сергиев Посад), которую окончил экстерном за два года, и через год поступил в Московскую духовную академию, которую окончил также экстерном за полтора года.
2 августа 1979 года рукоположён в сан священника. В 1980 году был назначен священником в штат храма Воздвижения Креста Господня в Алтуфьеве.
1 января 1991 года назначен настоятелем в храм Святителя Митрофана Воронежского, где служил до своей кончины. Одновременно, по мере роста количества новых прихожан, стал настоятелем ещё шести храмов, два из которых находятся в Московской области: храма Благовещения Пресвятой Богородицы в Петровском парке, мученика Вонифатия при областной психиатрической больнице на улице 8 Марта, крестильного храма Елисаветы Феодоровны, церкви Успения Пресвятой Богородицы в Мышкине, храма Троицы Живоначальной в Горетове, строящегося храма во имя священномученика Владимира Амбарцумова.
17 июля 2001 года назначен председателем Синодального отдела по взаимодействию с вооружёнными силами и правоохранительными учреждениями. 12 апреля 2009 года удостоен права ношения митры. 27 марта 2011 года награждён орденом святого благоверного великого князя Димитрия Донского II степени. 1 августа 2012 года указом президента РФ включён в состав Совета по делам казачества при Президенте России.
12 марта 2013 года освобождён от должности председателя Синодального отдела по взаимодействию с Вооружёнными силами и правоохранительными учреждениями и назначен первым заместителем председателя и руководителем аппарата Патриаршей комиссии по вопросам семьи и защиты материнства. Протоиерей Сергий Привалов, ставший его преемником, сообщил, что Димитрий Смирнов уже неоднократно просил патриарха освободить его от «военной» должности и направить на работу по защите материнства и детства.
Является проректором Православного Свято-Тихоновского богословского института и деканом факультета православной культуры Академии ракетных войск стратегического назначения имени Петра Великого, сопредседателем Церковно-общественного совета по биомедицинской этике Московского патриархата. 29 мая 2013 года Священный синод сохранил за ним членство в Высшем церковном совете Русской православной церкви.
2 октября 2013 года решением Священного синода назначен председателем Патриаршей комиссии по вопросам семьи и защиты материнства, которая тогда же была переименована в Патриаршую комиссию по вопросам семьи, защиты материнства и детства, сменив на этом посту патриарха Кирилла. По этому поводу он сказал, что тема семьи и защиты материнства и детства всегда им «очень глубоко переживалась, потому что сам вырос в многодетной семье, в очень трудных условиях». Отец Димитрий предложил систему мер по поддержке семьи, среди них: снижение налогов для многодетных семей; снижение налогов на доходы физических лиц, а также квартплаты и других подобных платежей пропорционально числу детей в семье; значительное уменьшение подушевых коммунальных начислений при рождении в семье детей; расчёт прожиточного минимума не на отдельного человека, а на семью с несколькими детьми; льготные цены на междугородний проезд для многодетных семей; начисление пенсии по старости с учётом числа рождённых и воспитанных детей и безоговорочный учёт в страховом стаже всего срока ухода за детьми; создание условий, позволяющих матери оставаться дома с детьми, а не работать вне семьи; создание государственной программы погашения расходов на покупку жилья при рождении каждого ребёнка; освобождение одиноких матерей и многодетных родителей от необходимости самостоятельно собирать подтверждающие документы для получения льгот и мер поддержки.
25 августа 2020 года Священный синод, рассмотрев рапорт Димитрия Смирнова, постановил освободить его от обязанностей председателя Патриаршей комиссии по вопросам семьи, защиты материнства и детства в связи с затруднительностью для него «продолжать исполнять эту должность по состоянию здоровья», выразив ему благодарности «за понесенные труды по созданию и организации деятельности Комиссии». Протоиерей Димитрий Смирнов был назначен почётным председателем этой комиссии. Было объявлено, что он уходит на длительную реабилитацию, затем священник оставил должности настоятеля семи московских храмов и перестал вести теле- и радиопередачи, вызывавшие неизменный резонанс в обществе.

### Болезнь и смерть
В 1990-х годах Смирнов заболел сахарным диабетом. Имел проблемы с сердцем, с ногами. В начале мая 2020 года заразился коронавирусной инфекцией COVID-19. Сообщалось, что до заражения он перенёс операцию на сердце. Через несколько недель стало известно, что Смирнов выздоровел. 29 сентября Смирнова снова госпитализировали в реанимацию НИИ скорой помощи имени Склифосовского, ему диагностировали заболевание головного мозга. Последнее время он передвигался уже только в инвалидной коляске.
21 октября 2020 года скончался в возрасте 69 лет в результате обострения хронического заболевания. Отпевание 23 октября в храме Христа Спасителя возглавил первый викарий патриарха по городу Москве митрополит Воскресенский Дионисий в сослужении 3 архиереев, 54 пресвитеров и 8 диаконов. Отпевание транслировалось в прямом эфире на телеканалах «Союз» и «Спас». Похоронен в тот же день за алтарём храма Благовещения Пресвятой Богородицы в Петровском парке в Москве, где он долгие годы был настоятелем, при огромном стечении народа.

## Проповедническая и общественная деятельность
Начал вести передачи на открывшемся в 1991 году радио «Радонеж». Устроил при храмах, где он служил, воскресные школы для детей, в которых, помимо Закона Божия, церковнославянского языка и объяснения православных богослужений, проводятся факультативы и кружки: живопись, клиросное пение, английский язык, флейта, фортепиано, бисероплетение, аранжировка цветов и другое.
1 сентября 1991 года создал православную гимназию «Свет». В этом же году создал патронажную службу и взял под свою опеку 1-е неврологическое отделение городской клинической больницы № 50. В июле 1992 года создал сестричество во имя преподобномученицы Елисаветы и свой издательский отдел, которое в октябре того же года получило официальный статус.
19 апреля 1993 года при храме Благовещения Пресвятой Богородицы в Петровском парке создал православный медико-просветительский центр «Жизнь» для спасения нерождённых детей от аборта.
В этом же году создал при храме Благовещения Пресвятой Богородицы в Петровском парке православный детский лагерь «Богослово».
С 2000 года являлся ответственным попечителем Православного Братства священномученика Ермогена, которое с 1993 года занимается изготовлением и поставкой лампадного масла и церковной утвари по православным приходам и епархиям России и ближнего зарубежья.
С 2011 года был постоянным гостем программы «Беседы с батюшкой» на телеканале «Союз», ведущим программы «Диалог под часами» на телеканале «Спас», до того вёл программу «Русский час». Вёл также программы «Благовещение» на радио «Радонеж». При храме Благовещения существует одноимённое радио, на котором выходят религиозные радиопередачи. Димитрий Смирнов активно использовал для выражения своей позиции Интернет, вёл блог.
При храме Святителя Митрофана Воронежского действуют музыкальная и изобразительная школы и пять детских домов, в том числе и православный детский дом «Павлин». В одном из них преподаёт дочь отца Димитрия, филолог Мария Смирнова.
Являлся членом общественного совета при Министерстве обороны РФ.
Входил в состав общественного совета при Следственном комитете Российской Федерации.
Известен резкой критикой «закона о домашнем насилии».
В 2019 году стал победителем антипремии рунета «Сексист года».

## Взгляды и резонансные высказывания

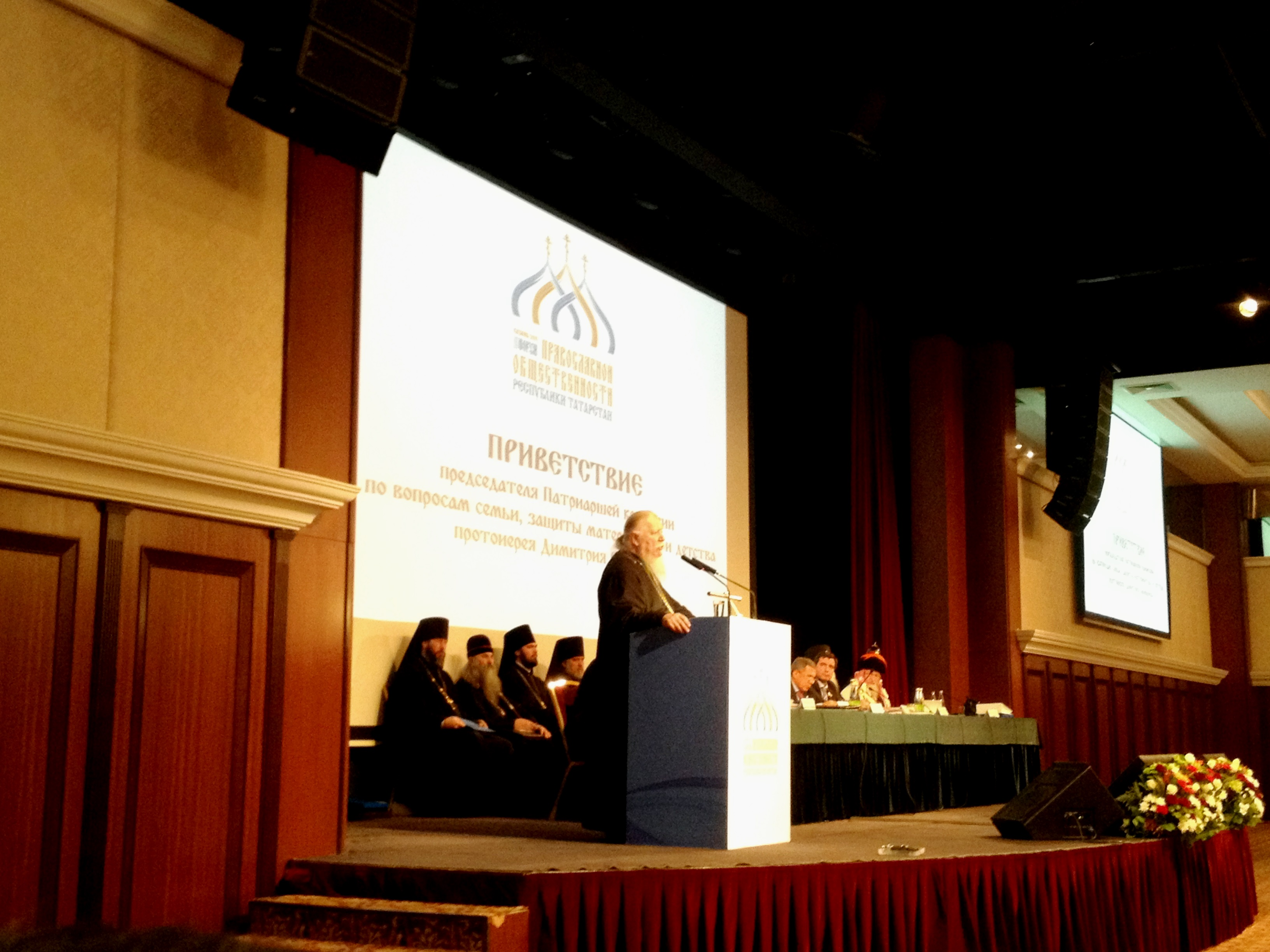
Выступление протоиерея Димитрия Смирнова на II Форуме православной общественности Республики Татарстан (Казань, 26 ноября 2015 года)

- Димитрий Смирнов известен как борец с пропагандой гомосексуализма, защитник традиционных христианских ценностей, в частности, традиционной семьи и морали[47].
- Димитрию Смирнову приписывается отрицание вирусной природы СПИДа. В июле 2016 года в видеосюжете немецкой телерадикомпании Deutsche Welle, утверждалось, что, выступая на телеканале «Спас», он рассказывал, что ВИЧ на самом деле не существует[48][49]. Однако во время авторской передачи в эфире радиостанции «Радонеж» 16 сентября 2017 года Дмитрий Смирнов опроверг обвинения в «ВИЧ-диссидентстве» и отрицании ВИЧ[50].
- Димитрий Смирнов считал возможным противостоять попыткам ювенальных технологий изъятия детей из семьи с помощью оружия. По его мнению, применение оружия — незаконный способ защитить семью, но вполне оправданный, если «нападают на самое святое»[51].
- В октябре 2014 года Димитрий Смирнов предложил запретить доступ к Интернету и компьютерным играм лицам до 21 года[52].
- 26 мая 2015 года на слушаниях в Общественной палате Смирнов заявил, что «если сравнить, что сделала советская власть с нашим народом и деяния Гитлера, то Гитлер — отдыхает. Его усилия по уничтожению нашего народа вдвое отстают от наших отечественных, поменявших своё сознание людей, которые живут до сих пор»[53].
- По мнению Димитрия Смирнова, «Владимир Ильич Ленин принудил всё сообщество медицинское принять аборт, как такое не только приемлемое, но и желательное явление. И с тех пор мы впереди планеты всей. Для сравнения, в Америке аборт был разрешён только в 1972 году. То есть 50 лет форы. За это время были уничтожены десятки миллионов людей»[53]. Выступая 17 февраля 2019 года на II Гиппократовском медицинском форуме «Охрана репродуктивного здоровья семьи и ребёнка: новые технологии и медицинская этика», он заявил: «Нам нужно выбрать между христианством и фашизмом. Мы ходим на „Бессмертный полк“. Но это убили враги. А сколько убили мы сами? Побольше, чем на Второй мировой войне, гораздо больше. Надо над этим задуматься. Даже если кто-то не в курсе дела, над нами есть Бог. И если Он сказал, что „за каждое слово праздное будешь держать ответ“, тем более за убийство собственного ребёнка, про которого Достоевский говорил, что слеза невинного младенца стоит дороже всего мира. Безжалостно, с улыбкой, с удовлетворением убивают собственных детей. Да когда же вы остановитесь? Массовое убийство русскими людьми русских детей — страшнее Холокоста»[54].
- В интервью изданию «Lenta.ru», опубликованному 11 июня 2015 года, Смирнов, доказывая, что настоящих атеистов в России немного, сказал, что «последовательный атеист должен покончить самоубийством. Потому что нет смысла „жить, учиться и бороться“, если после смерти только лопух вырастет. Уж лучше сразу в гроб. Но этого же нет? Значит, атеисты это не настоящие. Боятся чего-то»[55].
- Летом 2018 года выступил против повышения пенсионного возраста в России при существующих размерах пенсий и ситуации на рынке труда: «Если тебе продлевают пенсионный возраст на пять лет, то это значит что у тебя просто крадут деньги, а тебе — чтобы ты не очень нервничал — дают на тысячу рублей больше. <…> Просто взять и изъять деньги у самых немощных людей… Это, извините, не по-христиански!»[56]. В конце 2018 года он заявил, что изменил свою точку зрения: «Путин мне всё объяснил! Из той финансовой ситуации, в которую попала наша страна, другого выхода нет. Я в хозяйстве, финансах ничего не понимаю, но президент всё объяснил подробно. Нужно смириться, ничего с этим не сделаешь!»[57].
- В начале мая 2020 года Смирнов назвал пандемию COVID-19 «чрезвычайно полезным явлением»[58]. «Эгоизм стал ужиматься, активизировались полезные стороны: волонтёрство, желание что-то сделать для ближнего, другие христианские качества»[59].
- 27 декабря 2014 года Димитрий Смирнов выступил с обращением к верующим не допустить повторного избрания на должность уполномоченного по правам ребёнка в Санкт-Петербурге Светланы Агапитовой, известной «лоббированием ювенальных технологий, продвижением антисемейных законов, неприятием закона „Димы Яковлева“, внедрением программ по растлению детей (секспросвет), продвижением абортов среди несовершеннолетних втайне от родителей»[60]. Обращение было подвергнуто критике библеистом и публицистом Андреем Десницким за «пропаганду вражды под православным соусом и охаивание человека, который сделал много действительно христианских дел»[61]. Он же высказал пожелание Димитрию Смирнову обратиться, «если ему известны такие факты… в прокуратуру, чтобы не быть похожим на клеветника». Светлана Агапитова выступила с развёрнутым ответом Димитрию Смирнову и заявила о намерении подать иск в суд о защите деловой репутации[62][63]. Агапитова была переизбрана в январе 2015 года «с большим отрывом»[64].

## Критика
- Неоднозначную реакцию вызвал размещённый в сети Интернет видеоролик с обращением протоиерея Димитрия по поводу смерти сексолога Игоря Кона, лояльно относившегося к гомосексуалам: «… И вот сегодня, в этот пасхальный день, Господь освободил нас от того, чтобы быть согражданами этого человека. Поэтому, несмотря на то, что „прогрессивное“ человечество и скорбит, но я думаю, все религиозные люди в нашей стране (и христиане, и мусульмане, и иудеи), восприняли эту весть с чувством глубокого … удовлетворения»[47]. Ряд граждан (среди которых Виктор Воронков, Ирина Саморукова, Григорий Дашевский) выразили протест в связи с подобными заявлениями, опубликовав «Письмо в защиту памяти Игоря Семёновича Кона»[65].
- Когда 6 декабря 2010 года в Пушкине неизвестными была предпринята попытка взорвать памятник Ленину, Смирнов поддержал людей, причастных к этому, по его словам, «доброму делу». Борис Кашин написал открытое письмо Генеральному прокурору с просьбой проверить слова Димитрия Смирнова на наличие экстремизма[66].
- Протоиерей Георгий Митрофанов в 2012 году назвал взгляды протоиерея Димитрия довольно спорными: «Я поражаюсь в данном случае отцу Димитрию Смирнову, настоятелю 8 московских храмов и главе Синодального отдела, который, к слову, до сих пор непонятно чем, по сути, занимается: сейчас, когда обстановка, которая имеет место в вооружённых силах становится все более возмутительной, всё более и более безнравственной, я не вижу влияния православной церкви на изменение ситуации в наших войсках. Продолжается безудержное воровство, издевательство над людьми, попрание элементарных прав человеческой личности. Вместо попыток воздействовать на эту ситуацию настоятель нескольких храмов и председатель синодального отдела выискивает что-то в книгах Ленина. Видимо, его, насколько я помню, художественное образование, полученное в советское время, не позволило ему достаточно основательно изучить классиков марксизма-ленинизма, и он решил это компенсировать сейчас»[67].
- Известное высказывание Димитрия Смирнова, что «последовательный атеист должен покончить самоубийством»[55] критиковалось руководителем пресс-службы патриарха Московского и всея Руси отцом Александром Волковым. Он заявил в эфире радиостанции «Говорит Москва», что слова Смирнова не отражают официального отношения РПЦ к атеизму, так как «это его частное мнение. Каждый священник вправе высказывать свою точку зрения и давать те или иные, возможно, эмоциональные оценки», притом, что Смирнов является председателем патриаршей комиссии по вопросам семьи[68].
- В феврале 2020 года журналисты «Новой газеты» Александр Солдатов (главный редактор сетевого издания Портал Credo.ru) и Анастасия Тороп утверждали: «Его высказывания — по крайней мере, на „профильную“ тему семейных ценностей и воспитания детей — воспринимаются как официальная позиция РПЦ, поскольку произносит их не рядовой приходской батюшка или даже авторитетный духовник, а глава специально созданного для этой сферы церковного ведомства. Тем более, ни патриарх Кирилл — непосредственный начальник Смирнова, — ни другие высокопоставленные представители патриархии никогда о. Димитрия не опровергали и не одёргивали. Лишь ответственный за информационную политику РПЦ Владимир Легойда пару раз пытался неловко оправдываться»[69].

## Инцидент с радиостанцией «Серебряный дождь»
4 июля 2015 года Димитрий Смирнов организовал группу православных активистов (более 100 человек), которые ворвались на место празднования 20-летия радиостанции «Серебряный дождь» и, сломав на входе металлоискатели и растолкав по пути несколько человек, прервали концерт, зайдя на сцену и выключив аппаратуру. Сам Смирнов повалил ведущего концерта Михаила Козырева, пытавшегося остановить священника. Активисты объясняли свои действия тем, что «музыка мешает молиться» в храме, находящемся примерно в километре отсюда. После прихода полиции группа удалилась. «Серебряный дождь» попросил прокуратуру проверить действия протоиерея Димитрия Смирнова и его сторонников. Инцидент вызвал бурный общественный резонанс:
- Андрей Кураев, бывший протодиакон Русской православной церкви полагает, что объяснениям отца Димитрия не очень верится, так как нет веры, будто после километра леса звук, проникший через стены храма, невыносим. Кроме того, в таких случаях звонят в муниципалитет или в полицию. Организация подобного погрома невозможна без соответствующей внутренней установки и предыдущего богатого опыта силового давления и безнаказанности. Кроме того, было совершенно недопустимо прерывание богослужения ради скандала[73].
- Владимир Соловьёв, журналист, сообщил, что его очень огорчила хулиганская выходка отца Димитрия с собратьями. По сути, на его взгляд, эти действия подобны известному перформансу группы Пусси Райот. Будучи несомненно юридически образованным человеком, отец Димитрий обдумывал и полностью осознавал свои действия[74].
- Валерий Панюшкин, журналист, кроме прочего, считает недопустимым, что отец Димитрий вытащил на сцену и замешал в скандале свои церковные облачения, а именно епитрахиль — одежду, предназначенную исключительно для богослужения[75].
- Николай Сванидзе, журналист, утверждает, что вторжение протоиерея Димитрия на радиостанцию — это следствие разнузданной наглости на почве полной безнаказанности[76].

## Награды
- 2019 год — Патриаршая грамота «во внимание к усердным многолетним трудам на благо Святой Церкви и в связи с 40-летием служения в сане пресвитера»[77]
- 2013 год — Медаль «За укрепление таможенного содружества» (ведомственная награда ФТС)[78].
- 2006 год — Орден святого благоверного великого князя Димитрия Донского III степени (РПЦ)[79].
- 2004 год — Орден преподобного Нестора Летописца (УкрПЦ)[79].
- 2001 год — Орден святителя Иннокентия, митрополита Московского и Коломенского III степени (РПЦ)[79].

## Семья
- Отец — протоиерей Николай Николаевич Смирнов (1928—2015)[80][81].
- Брат — композитор и джазовый гитарист Иван Смирнов (1955—2018)[82].
- Брат — Алексей Смирнов.

## Печатные труды
статьи
- Евхаристия в деле спасения христианина // Журнал Московской Патриархии. — 1981. — № 1. — С. 28—29.
- На день празднования 1300-летия VI Вселенского Собора // Журнал Московской Патриархии. — 1981. — № 2. — С. 44—45.
- На 8-е воскресное Евангелие (Ин. 20, 11-18) // Журнал Московской Патриархии. — 1986. — № 2. — С. 43—44.
- В день памяти Преподобного Сергия Радонежского // Журнал Московской Патриархии. — 1987. — № 10. — С. 43—44.
- В Неделю 23-ю по Пятидесятнице // Журнал Московской Патриархии. — 1988. — № 11. — С. 46—47.
- Свет Христов просвещает всех // Журнал Московской Патриархии. — 1989. — № 10. — С. 36—37.
- В Неделю 6-ю по Пятидесятнице // Журнал Московской Патриархии. — 1993. — № 7. — С. 62.
- Проповедь в день памяти Вифлеемских младенцев // Спаси и сохрани. — М. : Православный медико-просветительский центр «Жизнь», 1994. — 48 с. — С. 19 — 24
- «Трудные» вопросы // Спаси и сохрани. — М. : Православный медико-просветительский центр «Жизнь», 1994. — 48 с. — С. 25-34
- Современные традиции празднования Пасхи на московских приходах // Вестник пастырского семинара. — 1996. — № 1. — С. 35—41.
- Психологические и пастырские аспекты раскола // Единство Церкви: богословская конференция. 15 — 16 ноября 1994 г. — М. : Издательство Православного Свято-Тихоновского Богословского института, 1996. — 288 с. — С. 39-49
- Социальное служение Церкви и воспитательный процесс воцерковления молодёжи // Рождественские чтения, 5-е. — М., 1997. — С. 108—118.
- Фарисейское лицемерие (проповедь). Проповедь в день памяти вифлеемских младенцев. «Трудные» вопросы // Спаси и сохрани. — М.: Православ. мед.-просветит. центр «Жизнь», 1997.
- Образование как задача воспитания // Рождественские чтения, 6-е. — М., 1998. — [№ (РЧ-6)]. — С. 141—149.
- Семья и дети. Церковный взгляд на проблему // Сборник пленарных докладов VII Международных Рождественских образовательных чтений / ред. игум. Иоанн (Экономцев), сост., ред. В. Л. Шленов, сост., ред. Л. Г. Петрушина. — М. : Отдел религиозного образования и катехизации Русской Православной Церкви, 1999. — 288 с. — С. 169—175
- Миссионерство на приходе // Научно-богословские труды по проблемам православной миссии. — Белгород : Миссионерский отдел Московского Патриархата, 1999. — 338 с. — С. 154—155
- Семья на пороге нового тысячелетия // Рождественские чтения, 8-е. — М., 2000. — [№ (РЧ-8)]. — С. 180—188.
- Молодёжное служение на приходах // Съезд Православной молодежи 13 — 16 мая 2001 года в Москве / ред. архим. Геннадий (Гоголев). — М. : Отдел по делам молодежи Московского Патриархата, 2001. — 152 с. — С. 97 — 103
- Российская семья в третьем тысячелетии // Сборник пленарных докладов IX Международных Рождественских образовательных чтений / ред. архим. Иоанн (Экономцев), сост., ред. В. Л. Шленов, сост., ред. Л. Г. Петрушина. — М. : Отдел религиозного образования и катехизации Русской Православной Церкви, 2001. — 304 с. — С. 132—141
  - Российская семья в третьем тысячелетии // В начале пути… Опыты современной православной педагогики : сборник бесед и выступлений. — М. : Храм Трех Святителей на Кулишках, 2002. — 240 с. — С. 16-30
- Диалоги о воспитании // Подвиг семейного воспитания: сборник бесед, выступлений, статей. — 2-е изд. — М. : Храм Трех Святителей на Кулишках, 2001. — 240 с. — (Уроки воспитания) — С. 197—234
- Церковь и государственное образование // Сборник пленарных докладов Х Международных Рождественских образовательных чтений / ред. архим. Иоанн (Экономцев), сост., ред. В. Л. Шленов, сост., ред. Л. Г. Петрушина. — М. : Отдел религиозного образования и катехизации Русской Православной Церкви, 2002. — 352 с. — С. 136—141
- Фарисейское лицемерие : проповедь // Спаси и сохрани. — М. : Православный медико-просветительский центр «Жизнь», 2003. — 56 с. — С. 17 — 20
- Проповедь в день памяти Вифлеемских младенцев // Спаси и сохрани. — М. : Православный медико-просветительский центр «Жизнь», 2003. — 56 с. — С. 21 — 24
- «Трудные» вопросы // Спаси и сохрани. — М. : Православный медико-просветительский центр «Жизнь», 2003. — 56 с. — С. 25 — 33
- Идеология «планирования семьи» и кто за ней стоит // Почему Россия вымирает. Причины демографического кризиса / Православный медико-просветительский центр «Жизнь». — 2-е изд. — М. : [б. и.], 2004. — 148 с. — С. 28 — 33
- Отрывок из выступления на парламентских слушаниях в Государственной Думе 10 апреля 2001 г. Почему Россия вымирает. Причины демографического кризиса / Православный медико-просветительский центр «Жизнь». — 2-е изд. — М. : [б. и.], 2004. — 148 с. — С. 103—105
- Праотцы, отцы и наши дети // Православное слово. — 2004. — № 1.
- Программа общественного противодействия прерыванию беременности // Духовно-нравственные основы демографического развития России: материалы церковно-общественного форума 18 — 19 октября 2004 г. — М. : [б. и.], 2005. — 180 с. — ISBN 5-9900352-2-5 — С. 78 — 81
- О грехе и покаянии // Путь покаяния. Беседы перед исповедью : сб. — М.: Даниловский благовестник, 2005.
- Действовать как единый организм // Материалы военной секции XIII Международных Рождественских общеобразовательных чтений «Армия и Церковь: соработничество во имя жизни». — М. : Военная академия Генерального штаба Вооруженных Сил Российской Федерации, 2005. — 144 с. — С. 48 — 53
- Духовная составляющая победы // Материалы церковно-общественной конференции «За други своя: Русская Православная Церковь и Великая Отечественная война», 25 марта 2005 г. — М. : Издательский Совет Русской Православной Церкви, 2005. — 152 с. — С. 78 — 80
- Церковная проповедь и современные технологии // Сборник пленарных докладов ХIV Международных Рождественских образовательных чтений. — М. : Отдел религиозного образования и катехизации Русской Православной Церкви, 2006. — 316 с. — С. 178—184
- О фарисействе // Фома : журнал. — 2009. — № 11 (79). — С. III—V.
- Православная педагогика — единственный путь в воспитании нравственной личности // Материалы I студенческой научно-богословский конференции: сборник докладов. — СПб. : Издательство СПбПДА, 2010. — 228 с. — С. 157—167.
- Инициатива Святейшего Патриарха Кирилла по профилактике абортов и выведению их из системы обязательного медицинского страхования // Церковь и медицина. — 2016. — № 1 (15). — С. 67-72.

книги
- Проповеди. Кн.1.-кн.4. — М. : Сестричество во имя преподобномученицы Великой Княгини Елизаветы, 2005. — 272 с. — ISBN 5-89439-069-9, 5-89439-074-5, 5-89439-082-6, 5-89439-091-5.
- Проповеди. — 1. — Москва : Православное сестричество во имя преподобномученицы Елизаветы, 2011. — 269 с. — ISBN 978-5-89439-115-1
- Проповеди. — 2. — Москва : Православное сестричество во имя преподобномученицы Елизаветы, 2011. — 271 с. — ISBN 978-5-89439-116-8
- Беседы. 9. — Москва : Сестричество во имя преподобномученицы великой княгини Елизаветы, 2011. — 334 с. — ISBN 978-5-89439-114-4
- Проповеди, 1984—1987. Спасение рядом. — Москва : Православное сестричество во имя преподобномученицы Елизаветы, 2012. — 471 с. — ISBN 978-5-89439-122-9
- Проповеди, 1988—1989. Время спасения. — Москва : Православное сестричество во имя преподобномученицы Елизаветы, 2014. — 511 с. — ISBN 978-5-89439-136-6.
- Граждане неба: проповеди, 1990—1991. — Москва : Правосл. сестричество во имя преподобномученицы Елизаветы, 2014. — 503 с. — ISBN 978-5-89439-144-1.
- Беседы о семье. — Москва : Риза : Патриаршая комиссия по вопросам семьи, защиты материнства и детства, 2016. — 238 с. — ISBN 978-5-903720-16-3. — 7000 экз.
  - Беседы о семье. — Москва : Риза, 2021. — 238 с. — ISBN 978-5-903720-22-4
- Проповеди, 1992—1994. Встреча с Богом. — Москва : Православное сестричество во имя преподобномученицы Елизаветы, 2016. — 477 с. — ISBN 978-5-89439-153-3. — 4000 экз.